# 434. poljska artilerijska brigada (ZDA)
434. poljska artilerijska brigada (izvirno angleško 434th Field Artillery Brigade) je bila poljska artilerijska brigada Kopenske vojske Združenih držav Amerike.